# Николай (Ашимов)
Епи́скоп Никола́й (в миру Денис Юрьевич Ашимов; 3 декабря 1980, Миллерово, Ростовская область) — епископ Русской Православной Церкви; епископ Амурский и Чегдомынский c 29 января 2012 года. 
Тезоименитство 3/16 февраля (Равноапостольного Николая, архиепископа Японского).

## Биография
Родился 3 декабря 1980 года в городе Миллерово Ростовской области в семье служащих.
В 1998 году поступил в Московскую духовную семинарию, по окончании которой, в 2003 году, защитил дипломную работу по теме: «Опыт построения курса „Основы Православия“ в старших классах средней школы». В августе 2003 года поступил в Московскую духовную академию.
Со 2 сентября 2002 года по 31 августа 2004 года работал в средней общеобразовательной школе № 262 города Москвы в должности преподавателя Основ Духовной Культуры.
20 июня 2004 года утверждена тема кандидатской диссертации — «Антифонарий святителя Григория Двоеслова и богослужебная практика VI—VII вв».
В ноябре 2004 года был направлен в Южно-Сахалинскую и Курильскую епархию, где был назначен заместителем начальника епархиального Отдела по взаимодействию с вооружёнными силами и правоохранительными органами; нёс послушание в воинских подразделениях гарнизона, преподавал на курсах Основ Православия при Воскресенском кафедральном соборе Южно-Сахалинска. Окормлял тюрьмы (преподавал «Основы Православия» в детском исправительном учреждении Южно-Сахалинска, организовывал проведение богослужений в колонии строгого режима); пел на клиросе.
24 апреля 2005 года пострижен в монашество епископом Южно-Сахалинским и Курильским Даниилом (Доровских) с именем Николай в честь Николая, архиепископа Японского.
25 апреля 2005 года тем же архиереем рукоположён в сан иеродиакона, а 28 апреля — в сан иеромонаха.
С мая по ноябрь 2005 года являлся настоятелем прихода Вознесения Господня в городе Корсаков Сахалинской области.
Организовал катехизаторские курсы для взрослых, готовил к печати и выпускал приходскую газету. Был полковым священником местной казачьей организации и окормлял воинские подразделения города Корсаков.
9 июня 2006 года экстерном окончил Московскую духовную академию.
С 1 октября 2006 года утверждён в должности помощника Проректора по воспитательной работе Московской духовной академии. С сентября 2010 года назначен по совместительству на должность помощника Ректора МДА по хозяйственным вопросам.

### Архиерейство
27 декабря 2011 года решением Священного Синода избран епископом Амурским и Чегдомынским.
29 декабря 2011 года в крестовом храме в честь Владимирской иконы Божией Матери Патриаршей резиденции в Чистом переулке митрополитом Саранским и Мордовским Варсонофием возведён в сан архимандрита.
31 декабря 2011 года в Тронном зале кафедрального соборного Храма Христа Спасителя наречён во епископа Амурского и Чегдомынского. Чин наречения совершили: Патриарх Московский и всея Руси Кирилл, епископ Брянский и Севский Александр (Агриков), епископ Солнечногорский Сергий (Чашин), епископ Подольский Тихон (Зайцев), епископ Воскресенский Савва (Михеев).
29 января 2012 года в храме Живоначальной Троицы в Старых Черёмушках в Москве хиротонисан во епископа Амурского и Чегдомынского. Хиротонию совершили: Патриарх Кирилл; митрополит Саранский и Мордовский Варсонофий (Судаков), митрополит Хабаровский и Приамурский Игнатий (Пологрудов); епископ Красногорский Иринарх (Грезин), епископ Солнечногорский Сергий (Чашин), епископ Николаевский Аристарх (Яцурин), епископ Бикинский Ефрем (Просянок).
С 11 по 25 июня 2012 года в Общецерковной аспирантуре и докторантуре проходил курсы повышения квалификации для новопоставленных архиереев.
14 февраля 2016 года, за особые заслуги перед Саранской и Мордовской епархией был награждён медалью «25 лет Саранской и Мордовской епархии РПЦ».